# Маріанна Льофгрен
Жаннетта Веддей Маріанна Іда Кароліна Лефгрен (24 лютого 1910, Кунгсхольм, нині в межах Стокгольма, Швеція — 4 вересня 1957, округ Стокгольм) — шведська кіноактриса.

## Біографія
Маріанна Лефгрен народилася 1910 року в сім'ї бухгалтера. У 1929 році здобула театральну освіту. З 1934 по 1937 рік грала в Королівському драматичному театрі в Стокгольмі.
Протягом 1940-х років працювала кіноактрисою, при цьому з'являючись у деяких п'єсах. Вона зіграла у фільмі Оке Огберга «Ельвіра Медіган» (1943), у дебютному фільмі режисера Інгмара Бергмана «Криза» (1946), у фільмі Гассе Екмана «Дівчина з гіацинтами» (1950) і понад сотні інших фільмів у Швеції. У другій половині 1940-х років повернулася грати до театру. Лефгрен була однією з найбільш результативних жінок у Швеції, що зіграли у 104-х фільмах з 1933 по 1956 рік. Лише протягом 1943 року вона знялася в 13 фільмах.
Лефгрен похована за межами Стокгольма, Швеція.

## Фільмографія
- Небезпечна Гра (1933)
- Чоловічий шлях з жінками (1934)
- Штірман Карлссон Фламмор (1938)
- Ландсторменс Лілла Лотта (1939)
- Лише одна ніч (1939)
- Man glömmer ingenting (1942)
- Ельвіра Медіган (1943)
- Кунгсгатан (1943)
- Kejsarn av Portugallien (1944)
- Vandring med månen (1945)
- Криза (1946)
- Поки двері були замкнені (1946)
- Дві Жінки (1947)
- Вибухівка (1947)
- В'язниця (1949)
- Дівчина з гіацинтами (1950)
- Розлучений (1951)
- Митник Бом (1951)
- Egen ingång (1956)
- Дівчата Без Кімнат (1956)